# Phalaris daviesii
Phalaris daviesii är en gräsart som beskrevs av Stanley Thatcher Blake. Phalaris daviesii ingår i släktet flenar, och familjen gräs. Inga underarter finns listade i Catalogue of Life.